# Usina Termelétrica de Uruguaiana
A Usina Termelétrica de Uruguaiana é uma usina de energia localizada no município de Uruguaiana, no Rio Grande do Sul.

## Histórico
A AES ganhou a licitação do empreendimento em 1997, foi inaugurada em dezembro de 2000. Foram realizados US$ 310 milhões em investimentos.
Além da usina, foi construído um sistema de transmissão associado à usina, que interliga com a subestação Uruguaiana 5 e a subestação Alegrete 2, ambas transferidas para a Companhia Estadual de Energia Elétrica (CEEE), com extensão total de 136 km na tensão de transmissão de 230 kV.
Foi a primeira termelétrica movida a gás natural no Brasil. O início da operação coincidiu com o momento crítico para a economia do Brasil, que ingressava em um período de racionamento de energia.
Em janeiro de 2000, uma das turbinas entrou em operação emergencial, por solicitação da Secretaria Estadual de Energia do Rio Grande do Sul, o que garantiu o fornecimento de 175 MW adicionais de energia para todo o Estado durante três meses.
A termelétrica interrompeu os trabalhos em 2009 em razão da quebra de contrato dos fornecedores de gás natural vindo da Argentina, e reabriu em caráter emergencial em 2013, 2014 e 2015, por períodos intermitentes. Nesse período, recebia o combustível de gasodutos vindos de Buenos Aires, que recebia o gás natural liquefeito (GNL) de navios.
Em setembro de 2020, a AES vendeu a usina para a empresa argentina Saesa Solución Energética, que explora jazidas de gás. O empreendimento era controlado pela AES Brasiliana, empresa do grupo AES (50%) e do BNDESPar (50%). Com a venda, o BNDESPar também deixou o ativo.
Em novembro de 2020, as atividades da usina foram retomadas, gerando inicialmente 240 megawatts.
Em 16 de junho de 2021, a Âmbar Energia, do Grupo J&F (JBS), anunciou a aquisição da termelétrica. Em dezembro do mesmo ano, a usina operava em capacidade quase total.

## Capacidade energética
A usina é do tipo de ciclo combinado e consiste de duas turbinas a gás modelo W501F, ligadas a duas caldeiras de recuperação e a uma turbina a vapor, ou seja, do tipo 2 x 1. A UTE de Uruguaiana tem capacidade máxima de 640 MW, sendo a maior termelétrica da Região Sul e uma das maiores do Brasil.
A termelétrica utiliza o gás regaseificado que chega na forma liquefeita (GNL) em navios no porto de Escobar, na Argentina, e dali segue para Uruguaiana.